# Govaert Flinck

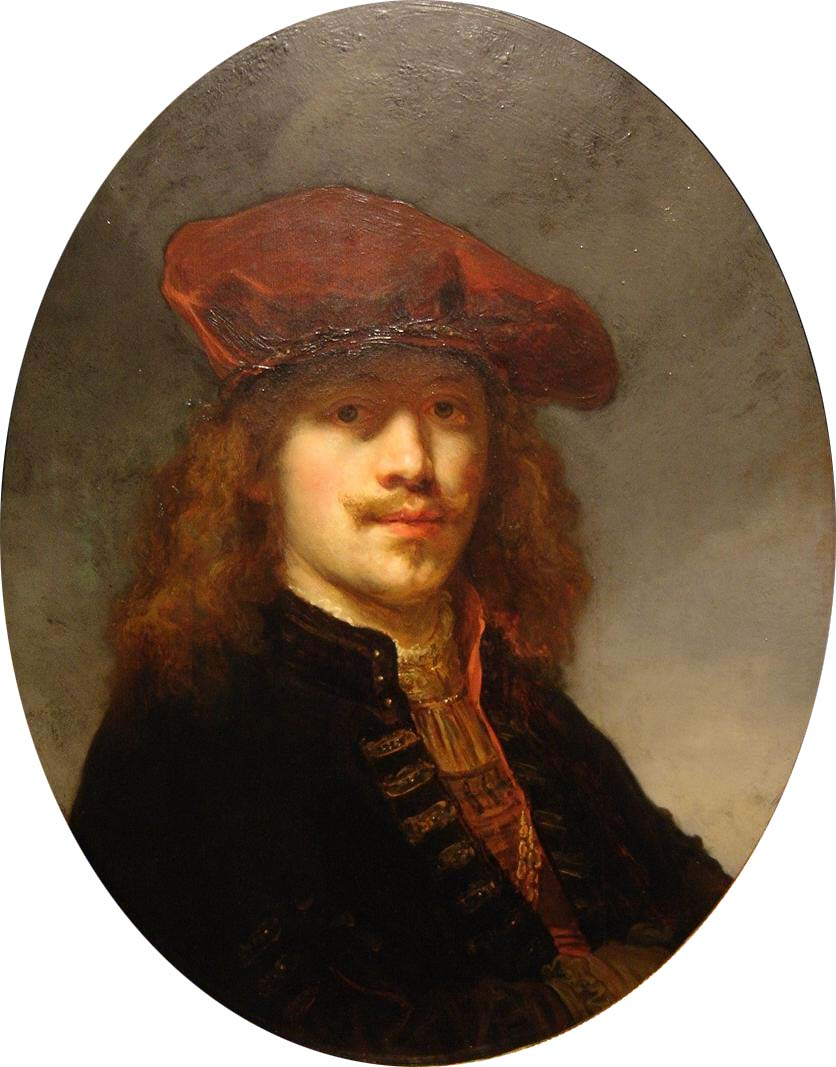
Selbstporträt

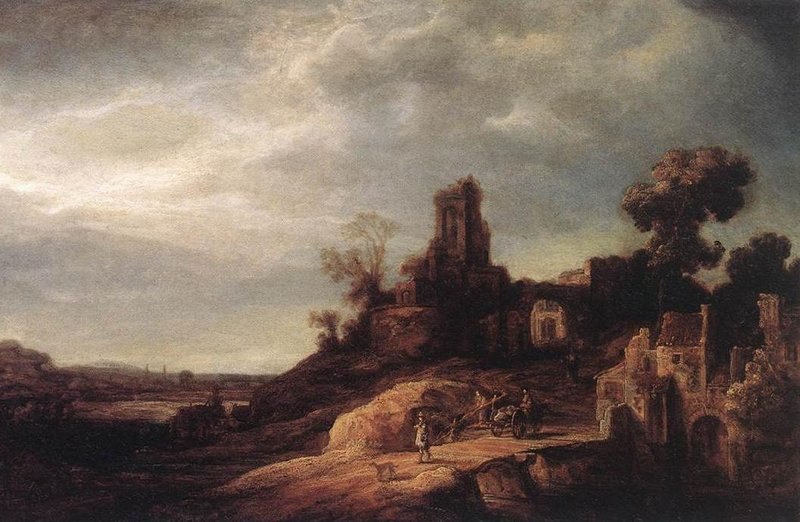
Landschaft

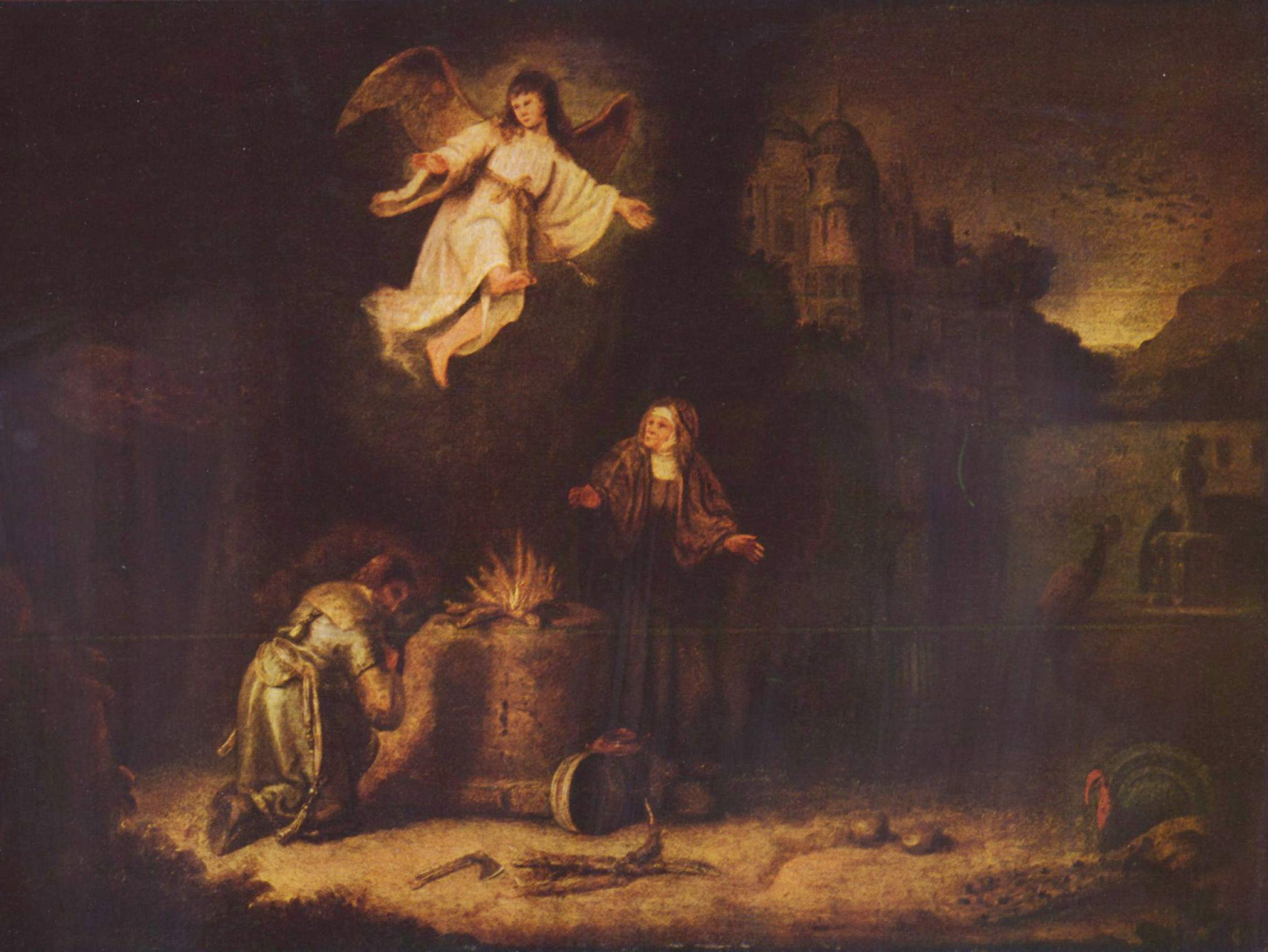
Manoahs Opfer

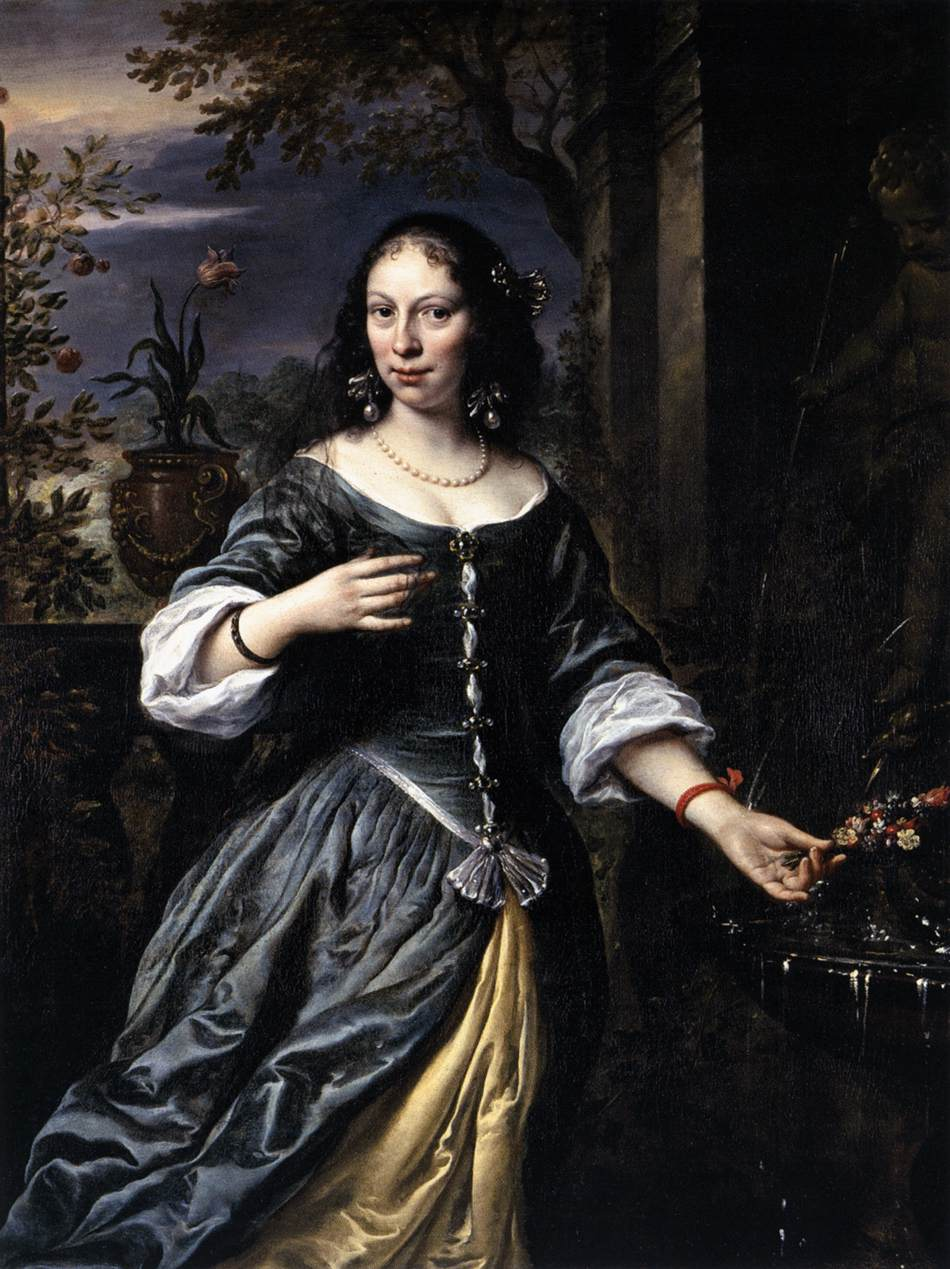
Bildnis der Margaretha Tulp als Braut

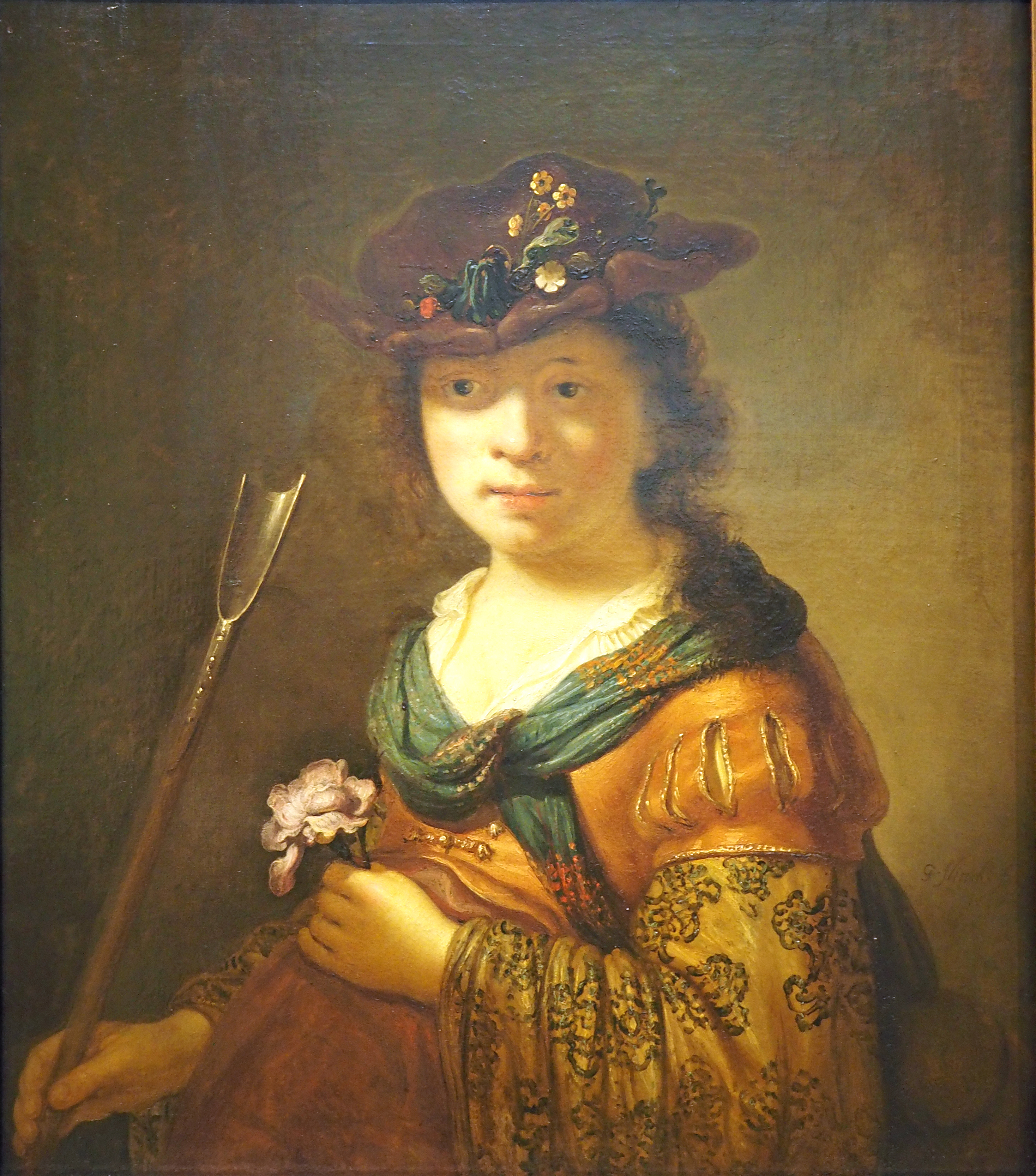
Saskia als Schäferin

Govert (auch Govaert) Flinck (* 25. Januar 1615 in Kleve; † 2. Februar 1660 in Amsterdam) war ein niederländischer Genre-, Historien- und Porträtmaler und Zeichner.

## Leben
Flinck war der Sohn des Thonis (oder Anthoni) Flinck, eines Bleichers oder Textilhändlers. Seine mit Namen unbekannte Mutter war die Tochter des in Köln ansässigen Mennonitenprediges und Malers Ameldonck Leeuw. Dieser war einer der Mitunterzeichnenden des Concept van Keulen, „eines eine Reihe von Grundprinzipien festlegenden Vertrages, in dem sich friesische, waterlandse und deutsche Mennonitengemeinschaften zusammengeschlossen hatten.“
Flincks Eltern wollten ihn zum Kaufmann ausbilden lassen, daher wurde er in einem Seidengeschäft in Kleve ausgebildet. Bald schon beschwerte sich sein Arbeitgeber beim Vater darüber, dass der Junge mehr Zeit damit verbrachte, Figuren und Tiere auf Papier zu zeichnen als im Geschäft zu arbeiten. Daraufhin verbot ihm der Vater das Zeichnen. Flincks Drang war jedoch stärker und seine Liebe zur Kunst wuchs. Der Lehrmeister entließ ihn und schickte ihn zurück nach Hause. Im Jahr 1629 erhielt Flinck seine ersten Lehrstunden von Lambert Jacobsz in Leeuwarden, der als Täuferprediger durch Kleve gekommen war. Um 1632 ging er nach Amsterdam, wo er zusammen mit Jacob Backer bis 1635 Zeichen- und Malunterricht bei Rembrandt van Rijn erhielt und für Hendrick van Uylenburgh arbeitete. Dessen Stil eignete er sich so stark an, dass seine Bilder unter allen Schülern Rembrandts, mit Ausnahme von Eeckhout, denen des Lehrers am ähnlichsten sind. Anschließend begann er mit seiner selbstständigen Arbeit.
Flinck war zweimal verheiratet.
- 1645 mit Ingitta (geborene Thoveling, † 1651)
  - Sohn Nicolas Antonie oder Nicolaes Anthoni (1646–1723)
- um 1656 mit Sophia (geborene van der Hoeven)

## Werk
Flinck war schon zu Lebzeiten ein geachteter Künstler. Seine Porträts fanden im Amsterdamer Hochbürgertum sowie am königlichen Hof hohe Anerkennung. Der Kurfürst Friedrich Wilhelm von Brandenburg und der Prinz Moritz von Nassau ließen viele Bilder, vorzugsweise Porträts, von ihm malen. Im Jahre 1652 erhielt er das Bürgerrecht in Amsterdam.
Er malte Historien: Isaak segnet Jacob (1638, im Rijksmuseum Amsterdam), Abraham, die Hagar verstoßend (in Berlin), der Engel, den Hirten die Geburt Christi verkündend (im Louvre in Paris u. a.), auch Genrebilder, wie die Wachtstube (in München). Seine Haupttätigkeit erstreckte sich aber auf die Porträtmalerei.
Schon mit 22 Jahren leistete er hierin Besonderes, wie das Bildnis eines jungen Mannes in der Eremitage von St. Petersburg beweist. Auf der vollen Höhe der Meisterschaft zeigt er sich im Regentenstück von 1642 (im Rathaus von Amsterdam). Herausragend sind auch das große Schützenstück und sein Gemälde mit der Friedensfeier anlässlich des Westfälischen Friedens, beide von 1648 und im Rijksmuseum Amsterdam. Govert Flinck genoss die Freundschaft der Brüder Cornelis und Andries de Graeff sowie der Familie Six. Unter der Regentschaft der Familie De Graeff wurde Flinck mit vielen öffentlichen Aufträgen und Ehren bedacht. So schuf er einige biblische Szenen für das Amsterdamer Rathaus. Des Weiteren erhielt Flinck durch das Haus Oranien und von Markgraf Friedrich Wilhelm von Brandenburg Porträtaufträge.
Stilistisch ähneln seine Gemälde zunächst sehr denen Rembrandts, wie auch die Abbildungen zeigen. Etwa um 1642 streifte er, wohl unter dem Eindruck des Erfolgs der Flämischen Malerei eines Anthonis van Dyck und Peter Paul Rubens, den Einfluss seines Lehrmeisters ab. Seine Palette hellt sich auf und wird vielfarbiger, wodurch seine Bilder heiterer und gefälliger wirken.
Wie Rembrandt war Flinck auch ein leidenschaftlicher Sammler von Gipsabgüssen nach antiken Bildwerken, Gemälden, Handzeichnungen und Kupferstichen, wofür nach seinem Tod gegen 12.000 Gulden gelöst wurden. Auch sein Sohn Nicolaes Anthoni Flinck besaß eine reiche Kollektion, die nach seinem Tod an den Herzog von Devonshire überging.

## Werkauswahl
- Die Klovenierschützen, 1642, Leinwand, 203 × 278 cm. Rijksmuseum Amsterdam.
- Friedensfeier, 1648, Leinwand, 265 × 513 cm. Amsterdam, Rijksmuseum.
- Gebet Salomos, 1658, Leinwand, etwa 300 × 200 cm. Amsterdam, Koninklijk Paleis.
- Golgatha, 1649, Holz, 119 × 90 cm. Basel, Kunstmuseum.
- Isaak segnet Jakob, Leinwand, 117 × 141 cm. Amsterdam, Rijksmuseum.
- Samuel Manasse Ben Israel (Oval), 1637, Holz, 75 × 59 cm. Den Haag, Mauritshuis.
- Verkündigung an die Hirten, 1639, Leinwand, 155 × 196 cm. Paris, Musée National du Louvre.
- Alter Mann, 1651, Leinwand, 99,5 × 84 cm. Wien, Kunsthistorisches Museum.
- Bildnis des Große Kurfürsten Markgraf Friedrich Wilhelm von Brandenburg, 1652, Leinwand.
- Bildnis des Cornelis Bicker, 1654, Leinwand, Amsterdams Historisch Museum.
- Bildnis der Margaretha Tulp als Braut, 1655, Leinwand, 138 × 104 cm, Schloss Wilhelmshöhe, Kassel.
- Schlafender Amor, Ankauf 1986, Caputh bei Potsdam, Schloss Caputh.
- Susanna und die beiden Alten, um 1640,  Berliner Gemäldegalerie.